# Estreito de Palk

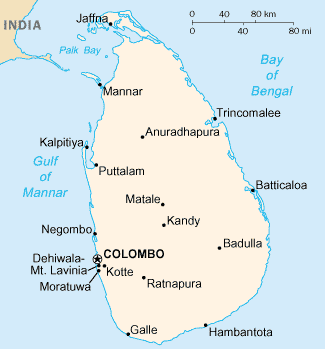
Sri Lanca e sul da Índia, separados pelo estreito de Palk

O estreito de Palk (em tâmil:  பாக் சலசந்தி) é um estreito entre o estado indiano de Tâmil Nadu o distrito de Manar no Sri Lanca. É ligado pela baía de Bengala em direção ao nordeste com a baia de Palk e ao golfo de Mannar no sudeste. O estreito possui 53 a 80 km de extensão. Vários rios desembocam nele, incluindo o rio Vaigai de Tâmil Nadu. O estreito foi nomeado posteriormente por Robert Palk, que foi governador da província de Madrasta (1755-1763) durante o domínio britânico na região.
Situa-se na entrada da baía de Bengala entre sudeste da Índia e norte do Sri Lanca. É limitado a sul pela ilha Pamban (Índia), da ponte de Adão (ou de Rama), uma cadeia de bancos de areia, o golfo de Manar e a ilha de Manar (Sri Lanca). A porção sudoeste do estreito é também chamado de baía Palk. O estreito tem de 40 a 85 milhas (64 a 137 km) de largura, 85 milhas de comprimento e menos de 330 pés (100 metros) de profundidade. Ele recebe vários rios, incluindo o Vaigai (Índia), e contém muitas ilhas no lado do Sri Lanca. [carece de fontes?]
- Este artigo foi inicialmente traduzido, total ou parcialmente, do artigo da Wikipédia em inglês cujo título é «Palk Strait».